# Common Dreads
A Common Dreads a második, 2009. június 15-én (az USA-ban június 16-án), az Ambush Reality kiadásában megjelent Enter Shikari stúdióalbum. A felvételeket 2008 szeptemberében kezdték el és 2009 februárjának végen fejezték be. Az album Andy Gray közreműködésével készült az Wight-szigeten található Arreton Manor-ban. A gitár részeknél közreműködött még Dan Weller a WellerHill zenekarból és az azóta megszűnt SikTh.

## Története
Szeptember végén a zenekar feltöltött egy videót YouTube csatornájára 'Antwerpen' címmel, ami a The 'Low videó széria része volt. Az albumról ez a szám került ki elsőként és az együttes MySpace oldalán ingyen letölthetővé vált. A videó felkerült a 'Juggernauts' kislemezre is. Az Enter Shikari több számot is előadott turnéin és a fesztiválokon, ahol felléptek, hogy ízelítőt adjanak az új albumból.
A lemez hangvétele erős politikai megnyilvánulásokat tartalmaz, valamint felhívja a figyelmet a mindenkori gazdasági, társadalmi és környezeti problémákra.
Az új kislemez, a 'Juggernauts' premiere 2009. április 15-én, Zane Lowe műsorában volt a Radio One-on, a hozzá tartozó videóklip pedig az együttes weboldalán vált megtekinthetővé. A zenekar énekese, Rou a Kerrang!-nak adott interjújában elmondta, hogy a dalt Andrew Simms Tescopoly című könyve inspirálta.
2009. június 8-án az NME saját weboldalán ingyenesen megoszthatóvá tette az új albumot. A megjelenéstől számított első héten 15 000 eladott példánnyal felkerült a Brit Album Ranglista 16. helyére.
Az együttes weboldalán bejelentette, hogy a második kislemez az albumról a 'No Sleep Tonight' lesz, a megjelenést pedig 2009. augusztus 17-re datálták.
A 'Wall' című szám Zane Lowe műsorában debütált szeptember 29-én, de ezt nem követte kislemezen való kiadás. A következő, kislemez formájában is megjelenő dal a 'Zzzonked' volt. A hozzá készült videóklip (mely az első európai turnéjukon, a Norwich-i koncerten készült) az Enter Shikari és az Ambush Reality közös YouTube csatornáján jelent meg október 7-én.
A Common Dreads nem csak a dalszövegek mondanivalójában, de zenei stílusában is különbözik a Take to the Skies-tól, különösen abban a tekintetben, hogy több a tiszta ének, illetve több elektronikus stílus keveredik a post-hardcore és a heavy metal alfajokkal. Ilyen, az első stúdióalbum-on már hallott trance és electronic hardcore mellett a drum & bass, az electro house és a dubstep.

## Dalszöveg
Az albumon drasztikus változás történt a dalszöveget illetően: a zenekar korábban különböző témákkal kapcsolatban írta dalait és gyakran használt elem volt a metafora is. A Common Dreads-en a dalok túlnyomórészt társadalmi, gazdasági és politikai témákat ölelnek fel, mint pl. a szabad világkereskedelem kritikája a 'Step Up' című számban; a mindenkori ökológiai helyzet a No Sleep Tonight-ban; a háborúellenes hangvétel a 'Fanfare for the Conscious Man' dalban, ahol az Enter Shikari elítéli az angol királynőt (II. Erzsébet), és az album készítése alatt hatalmon lévő brit miniszterelnököket (Anthony Charles Lynton Blair, James Gordon Brown) a különféle, az állam álltál támogatott háborúk miatt. „Our gracious queen should grasp her crown, and take a good fucking swing at Blair and Brown”, azaz: „fogja a Kegyelmes Királynőnk a koronáját és szvingeljen egy kib*szott jót Blairrel és Brownnal”; az együttes további politikai nézeteit fejezi ki a 'Juggernauts', melynek záró sorát („The idea of community will be something displayed in a museum”, ami annyit tesz: „A kommunikáció ideája egy kiállított valami lesz egy múzeumban”) összevetve a korábbi, antikapitalista és reményvesztett tónusu szöveggel, megkapjuk a pro-kollektivista álláspontot. Nyíltan kiállnak az afganisztáni és az iraki háborúk, valamint a mainstream média ellen, de támogatják többek közt a Greenpeace-t és a Stop The War Coalition-t. Rou nyilatkozata szerint, Ő abban hisz, hogy a vezetők egyébként is feleslegesek.

## Fogadtatás
| Szakmai értékelés |                                                                   |
| Magazinok         |                                                                   |
| Forrás            | Értékelés                                                         |
| AbsolutePunk      | (78%) link                                                        |
| AllMusic          | link                                                              |
| Digital Spy       | link                                                              |
| Entertainment.ie  | link                                                              |
| Kerrang!          | 5/5                                                               |
| Metal Hammer      | 9/10                                                              |
| NME               | link                                                              |
| The Observer      | link                                                              |
| Planet Sound      | link                                                              |
| Rock Sound        | link Archiválva 2012. március 27-i dátummal a Wayback Machine-ben |
| The Times         | link                                                              |
| Ultimate-Guitar   | link                                                              |

A Common Dreads megosztotta a kritikusokat: Az Ultimate-Guitar 10-ből 9,3-et adott az albumra; a hasonló zenei magazinok, mint a Kerrang! és a Metal Hammer igen pozitívan nyilatkoztak és 5-ös skálán a legjobb értékelést adták. A Digital Spy 5-ből 3-at adott "talált, süllyed" hozzáfűzéssel; Pete Paphides a The Times-tól 2 csillagot adott az 5-ből, és így jellemezte: "A titanically inadvisable mash-up between Gallows and John Craven’s Newsround"; hasonlóan Lauren Murphy-hez az entertainment.ie-től, aki a következőket fűzte a Common Dreads-hez: "An overkill of brawn, insufficient brain."

## Dalok listája
Az összes dal szerzője Enter Shikari. 
| Common Dreads | Common Dreads                 | Common Dreads | Common Dreads | Common Dreads | Common Dreads | Common Dreads | Common Dreads | Common Dreads | Common Dreads |
|               | Cím                           | Hossz         |               |               |               |               |               |               |               |
| ------------- | ----------------------------- | ------------- | ------------- | ------------- | ------------- | ------------- | ------------- | ------------- | ------------- |
| 1.            | Common Dreads                 | 2:08          |               |               |               |               |               |               |               |
| 2.            | Solidarity                    | 3:16          |               |               |               |               |               |               |               |
| 3.            | Step Up                       | 4:40          |               |               |               |               |               |               |               |
| 4.            | Juggernauts                   | 4:44          |               |               |               |               |               |               |               |
| 5.            | Wall                          | 4:29          |               |               |               |               |               |               |               |
| 6.            | Zzzonked                      | 3:27          |               |               |               |               |               |               |               |
| 7.            | Havoc A                       | 1:40          |               |               |               |               |               |               |               |
| 8.            | No Sleep Tonight              | 4:16          |               |               |               |               |               |               |               |
| 9.            | Gap in the Fence              | 4:07          |               |               |               |               |               |               |               |
| 10.           | Havoc B                       | 2:52          |               |               |               |               |               |               |               |
| 11.           | Antwerpen                     | 3:15          |               |               |               |               |               |               |               |
| 12.           | The Jester                    | 3:55          |               |               |               |               |               |               |               |
| 13.           | Halcyon                       | 0:42          |               |               |               |               |               |               |               |
| 14.           | Hectic                        | 3:17          |               |               |               |               |               |               |               |
| 15.           | Fanfare for the Conscious Man | 3:45          |               |               |               |               |               |               |               |
| 50:27         |                               |               |               |               |               |               |               |               |               |

## Ranglistás helyezések és minősítések
| Ranglista (2009)       | Legmagasabb helyezés |
| ---------------------- | -------------------- |
| Belga Albums Ranglista | 94                   |
| Brit Albums Ranglista  | 16                   |

## Közreműködők
| Zenekar - Roughton "Rou" Reynolds - ének, akusztikus gitár, billentyűs hangszerek, szintetizátor, programozott zenei elemek, elektronikus effektek, trombita, harsona, bongo, piano, orgona, ütőhangszerek, dalszöveg - Liam "Rory" Clewlow - gitár, elektromos gitár, háttérének - Chris Batten - basszusgitár, háttérének - Rob Rolfe - dob, ütőhangszerek | További közreműködők - Andy Gray - vokál a 'Hectic' számban - Dan Weller - háttér gitár Gyártás - Enter Shikari - gyártás - Andy Gray - gyártás, keverés, hangmérnök - Dan Weller - gyártás - Tom Young - mastering |